# Осенняя жигалка
Осе́нняя жига́лка (лат. Stomoxys calcitrans) — вид мух семейства Настоящие мухи отряда Двукрылые. Является механическим переносчиком стафилококков, а также возбудителей сибирской язвы, сепсиса, туляремии и других заболеваний. Относится к синантропным видам.

## Описание
По биологии и морфологии близка к комнатной мухе. Длина 5,5—7 мм. Имеет серую окраску с тёмными полосами на груди и пятнами на брюшке. Хоботок сильно вытянут и на конце несёт пластинки с хитиновыми «зубами». Трением хоботка о кожу муха соскабливает эпидермис и, питаясь кровью, одновременно впускает ядовитую слюну, вызывая сильное раздражение.
Stomoxys calcitrans — поселковый вид, тесно связанный с населёнными пунктами, в которых есть домашние животные. Основной источник питания — крупный рогатый скот и лошади. Осенняя жигалка — облигатный гематофаг; самки и самцы питаются кровью, нападая преимущественно на животных, но иногда могут залетать в жилые помещения и нападать на людей.
Распространена повсеместно (кроме Крайнего Севера). Численность возрастает к концу лета — началу осени.
Плодовитость — 300—400 яиц, откладываемых кучками по 20—25 в навоз, реже на перегнивающие растительные остатки, иногда в раны животных и человека, где и развиваются личинки. Установлены случаи размножения осенней жигалки в местах скопления зверей и птиц в дикой природе. В качестве примера можно указать колонию пеликанов в дельте Волги.